# Grazay (Indre-et-Loire)
Pour la commune dans la Mayenne, voir Grazay.
Grazay est une ancienne commune d'Indre-et-Loire, annexée en 1823 à la commune d'Assay.

## Démographie
| 1793 | 1800 | 1806 | 1821 |
| ---- | ---- | ---- | ---- |
| 111  | 101  | 95   | 141  |